# Elecciones municipales de San Román de 2022
Las elecciones municipales de San Román de 2022 se llevaron a cabo el 2 de octubre de 2022 para elegir al alcalde y al Concejo Provincial de San Román para el periodo 2023-2026. La elección se celebró simultáneamente con elecciones regionales y municipales (provinciales y distritales) en todo el Perú.

## Sistema electoral
La Municipalidad Provincial de San Román es el órgano administrativo y de gobierno de la provincia de San Román. Está compuesta por el alcalde y el Concejo Provincial.
La votación del alcalde y el concejo se realiza en base al sufragio universal, que comprende a todos los ciudadanos nacionales mayores de dieciocho años, empadronados y residentes en la provincia de San Román y en pleno goce de sus derechos políticos, así como a los ciudadanos no nacionales residentes y empadronados en la provincia de San Román. No hay reelección inmediata de alcaldes.
El Concejo Provincial de San Román está compuesto por 13 regidores elegidos por sufragio directo para un período de cuatro (4) años, en forma conjunta con la elección del alcalde (quien lo preside). La votación es por lista cerrada y bloqueada. Se asigna a la lista ganadora los escaños según el método d'Hondt o la mitad más uno, lo que más le favorezca.

## Composición del Concejo Provincial de San Román
La siguiente tabla muestra la composición del Concejo Provincial de San Román antes de las elecciones.
| Partidos | Partidos                                                         | Regidores |
| -------- | ---------------------------------------------------------------- | --------- |
|          | Movimiento de Integración por el Desarrollo Regional (Mi Casita) | 8         |
|          | Poder Andino                                                     | 2         |
|          | Frente Amplio para el Desarrollo del Pueblo                      | 1         |
|          | Moral y Desarrollo                                               | 1         |
|          | Frente Amplio                                                    | 1         |

## Elecciones internas
Los partidos políticos realizaron la convocatoria a elecciones internas (15–22 de enero de 2022) para definir a los candidatos de sus organizaciones en listas cerradas y bloqueadas. Se someten a elección las candidaturas a:
- Alcaldía Provincial de San Román (1 candidatura).
- Concejo Provincial de San Román (13 candidaturas).
- Alcaldías distritales de San Román (4 candidaturas).
- Concejos distritales de San Román (24 candidaturas).

Existen dos modalidades para la organización de las elecciones internas:
- Modalidad de elección directa: con voto universal, libre, voluntario, igual, directo y secreto de los afiliados. Fue la modalidad utilizada por Gestionando Obras y Oportunidades con Liderazgo,[5] Somos Perú[6] y Reforma y Honradez por Más Obras.[5] Las elecciones se realizaron el 15 de mayo de 2022.
- Modalidad de delegados: a través de delegados previamente elegidos mediante voto universal, libre, voluntario, igual, directo y secreto de los afiliados. Fue la modalidad utilizada por Poder Andino,[5] Frente Amplio para el Desarrollo del Pueblo,[5] Moral y Desarrollo,[5] Juntos por el Perú,[7] Por las Comunidades Fuente de Integración Andina de Puno,[5] Perú Libre,[8] Podemos Perú,[9] Movimiento de Integración y Revolución Andina,[5] Somos Pueblo,[5] Frente de la Esperanza[10] y Movimiento Acción Regional.[5] Las elecciones se realizaron el 22 de mayo de 2022.

## Partidos y candidatos
A continuación se muestra una lista de los principales partidos y alianzas electorales que participan en las elecciones:
| Candidatura | Candidatura  | Partidos y alianzas                                                                                        | Candidatos | Candidatos                 | Ideología                                                 | Resultado previo | Resultado previo | Ref.   |
| Candidatura | Candidatura  | Partidos y alianzas                                                                                        | Candidatos | Candidatos                 | Ideología                                                 | Votos (%)        | Reg.             | Ref.   |
| ----------- | ------------ | --- | ---------- | -------------------------- | --------------------------------------------------------- | ---------------- | ---------------- | ------ |
|             | PA           | Lista - Poder Andino (PA)                                                                                  |            | Luis Chayña Aguilar        | Regionalismo puneño                                       | 17.92%           | 2                | [ 11 ] |
|             | FADEP        | Lista - Frente Amplio para el Desarrollo del Pueblo (FADEP)                                                |            | Carlos Mendiguri Vargas    | Regionalismo puneño                                       | 12.31%           | 1                | [ 11 ] |
|             | MyD          | Lista - Moral y Desarrollo (MyD)                                                                           |            | Rubén Tamayo Mollinedo     | Regionalismo puneño                                       | 11.60%           | 1                | [ 11 ] |
|             | GOOL         | Lista - Gestionando Obras y Oportunidades con Liderazgo (GOOL)                                             |            | Melecio Chino Colquehuanca | Regionalismo puneño                                       | 1.63%            | 0                |        |
|             | SP           | Lista - Somos Perú (SP)                                                                                    |            | Pedro Jallurana Jiménez    | Democracia cristiana Conservadurismo social               | 1.03%            | 0                | [ 11 ] |
|             | PL           | Lista - Perú Libre (PL)                                                                                    |            | Guillermo Achahui Tisoc    | Socialismo del siglo XXI Marxismo-leninismo Mariateguismo | Nuevo            | Nuevo            | [ 11 ] |
|             | PP           | Lista - Podemos Perú (PP)                                                                                  |            | Óscar Mamani Calla         | Conservadurismo social Populismo Nacionalismo             | Nuevo            | Nuevo            | [ 11 ] |
|             | FE           | Lista - Frente de la Esperanza (FE)                                                                        |            | Ricardo Portugal Galdós    | Reformismo                                                | Nuevo            | Nuevo            | [ 11 ] |
|             | CONFIA       | Lista - Por las Comunidades Fuente de Integración Andina de Puno (CONFIA)                                  |            | Mario Benavente Llerena    | Regionalismo puneño                                       | Nuevo            | Nuevo            | [ 11 ] |
|             | MIRA         | Lista - Movimiento de Integración y Revolución Andina (MIRA)                                               |            | Rolando Mamani Zela        | Regionalismo puneño                                       | Nuevo            | Nuevo            | [ 12 ] |
|             | Somos Pueblo | Lista - Somos Pueblo (Somos Pueblo)                                                                        |            | Jhon Espejo Vilca          | Regionalismo puneño                                       | Nuevo            | Nuevo            | [ 11 ] |
|             | RH+OBRAS     | Lista - Reforma y Honradez por Más Obras (RH+OBRAS) – Reforma y Honradez (RH+) – Obras Siempre Obras (OSO) |            | Óscar Cáceres Rodríguez    | Regionalismo puneño                                       | Nuevo            | Nuevo            | [ 13 ] |
|             | AR           | Lista - Movimiento Acción Regional (AR)                                                                    |            | Adolfo Quispe Chaiña       | Regionalismo puneño                                       | Nuevo            | Nuevo            | [ 11 ] |

## Sondeos de opinión
Las siguientes tablas enumeran las estimaciones de la intención de voto en orden cronológico inverso, mostrando las más recientes primero y utilizando las fechas en las que se realizó el trabajo de campo de la encuesta. Cuando se desconocen las fechas del trabajo de campo, se proporciona la fecha de publicación.
Leyenda:
     Sondeo realizado en el periodo de prohibición legal de la difusión de sondeos de intención de voto.

### Intención de voto
La siguiente tabla enumera las estimaciones ponderadas (sin incluir votos en blanco y nulos) de la intención de voto.
| Encuestadora/Medio             | Fecha             | Muestra | Óscar Cáceres | Rubén Tamayo | Mario Benaven. | Luis Chayña | Guillermo Achahui | Óscar Mamani | Rolando Mamani | Melecio Chino | Jhon Espejo | Carlos Mendiguri | Pedro Jallurana | Ricardo Portugal | Dif. |  |  |  |
| ------------------------------ | ----------------- | ------- | ------------- | ------------ | -------------- | ----------- | ----------------- | ------------ | -------------- | ------------- | ----------- | ---------------- | --------------- | ---------------- | ---- |  |  |  |
| Encuestadora/Medio             | Fecha             | Muestra |               |              |                |             |                   |              |                |               |             |                  |                 |                  |      |  |  |  |
| Elecciones municipales de 2022 | 2 oct 2022        | —       | 19.8          | 18.3         | 8.8            | 6.3         | 5.9               | 3.0          | 7.3            | 1.9           | 7.8         | 6.8              | 1.5             | 6.6              | 1.5  |  |  |  |
|                                |                   |         |               |              |                |             |                   |              |                |               |             |                  |                 |                  |      |  |  |  |
| Ipsos Perú/América             | 2 oct 2022        | ?       | 19.2          | 18.3         | 8.8            | –           | –                 | –            | –              | –             | 8.1         | –                | –               | –                | 0.9  |  |  |  |
| Ipsos Perú/América             | 2 oct 2022        | ?       | 22.1          | 20.9         | –              | 9.1         | –                 | –            | 9.9            | –             | –           | –                | –               | –                | 1.2  |  |  |  |
| iConn Perú                     | 1–4 sep 2022      | 2706    | 24.1          | 12.1         | 6.1            | –           | 21.1              | –            | 10.5           | –             | 12.5        | –                | –               | –                | 3.0  |  |  |  |
| Tukuy Rikuq                    | 1–31 ago 2022     | 3820    | 12.3          | 16.6         | 22.1           | –           | –                 | 14.5         | 10.1           | 7.4           | 11.6        | 5.4              | –               | –                | 7.6  |  |  |  |
| Cimec Kipu                     | 25–28 ago 2022    | ?       | 34.3          | 23.4         | 11.7           | –           | 12.9              | 12.0         | –              | –             | –           | –                | –               | –                | 10.9 |  |  |  |
| Ojo de Águila                  | 1–13 ago 2022     | ?       | 15.4          | 14.2         | 22.7           | –           | 11.3              | –            | 8.9            | 3.9           | 4.4         | –                | –               | –                | 7.3  |  |  |  |
| iConn Perú                     | 1–6 ago 2022      | ?       | 17.3          | 14.1         | 9.3            | –           | 15.6              | –            | 11.5           | –             | 14.9        | –                | –               | –                | 1.7  |  |  |  |
| Tukuy Rikuq                    | 1 jun–8 jul 2022  | ?       | 20.5          | 9.8          | 19.7           | –           | 12.7              | –            | 12.5           | 4.4           | 4.8         | –                | –               | –                | 0.8  |  |  |  |
| Grupo Ricuy                    | 16–25 jun 2022    | ?       | 16.3          | 18.6         | 4.9            | –           | 18.3              | 1.3          | 13.1           | 0.6           | 16.7        | 1.6              | 2.3             | 2.0              | 0.3  |  |  |  |
| GyM Sur Perú                   | 13–24 jun 2022    | ?       | 14.2          | 19.1         | 10.3           | –           | 16.7              | –            | 6.4            | –             | 15.2        | 3.9              | –               | –                | 2.4  |  |  |  |
| Cimec Kipu/Visión Andina       | 2–6 jun 2022      | ?       | 26.6          | 20.1         | 8.3            | –           | 13.0              | 10.0         | 5.0            | –             | –           | –                | 3.1             | –                | 6.5  |  |  |  |
| INTI/Andino                    | 30 may–5 jun 2022 | ?       | 20.8          | 16.8         | 14.4           | –           | 10.0              | 4.9          | 15.7           | 3.8           | –           | –                | –               | –                | 4.0  |  |  |  |
| Ojo de Águila                  | 2–31 may 2022     | ?       | 20.5          | 12.7         | 19.7           | –           | 13.3              | 9.8          | 15.5           | –             | –           | 3.8              | –               | –                | 0.8  |  |  |  |
| INTI/Andino                    | 15–25 may 2022    | ?       | 21.6          | 16.7         | 15.5           | –           | 10.6              | 5.8          | 15.9           | –             | –           | –                | 10.9            | 3.0              | 4.9  |  |  |  |
| Ingeser M&E                    | 16–20 may 2022    | ?       | 21.4          | 26.5         | –              | –           | 15.5              | –            | 10.8           | –             | –           | 9.5              | –               | –                | 5.1  |  |  |  |
| Tukuy Rikuq                    | 2–20 may 2022     | ?       | 21.3          | 18.0         | –              | –           | 5.9               | 15.6         | 19.9           | 12.6          | 6.8         | –                | –               | –                | 1.4  |  |  |  |
| Grupo Ricuy                    | 9–19 may 2022     | ?       | 22.4          | 16.0         | 11.2           | –           | 4.8               | 1.6          | 12.8           | –             | 14.4        | 2.6              | 3.2             | 2.9              | 6.4  |  |  |  |
| INTI/Andino                    | 2–12 may 2022     | ?       | 20.8          | 14.4         | 16.8           | –           | 13.5              | 10.0         | 15.7           | –             | –           | 3.8              | –               | –                | 4.0  |  |  |  |
| Ojo de Águila                  | 18–29 abr 2022    | ?       | 24.0          | 16.6         | 18.8           | –           | –                 | 7.7          | 6.6            | 14.0          | 12.3        | –                | –               | –                | 5.2  |  |  |  |
| Cimec Kipu/Radio Tumi          | 20–22 ene 2022    | ?       | 30.2          | 19.7         | 17.6           | –           | –                 | –            | 4.1            | –             | –           | –                | –               | –                | 10.5 |  |  |  |
| INTI/Sin Fronteras             | 4–8 ene 2022      | ?       | 24.0          | 16.6         | –              | –           | –                 | –            | 14.0           | –             | –           | 6.6              | –               | –                | 7.4  |  |  |  |

### Preferencias de voto
La siguiente tabla enumera las preferencias de voto en bruto (incluyendo blancos, viciados y sin respuesta) y no ponderadas.
| Encuestadora/Medio             | Fecha             | Muestra | Óscar Cáceres | Rubén Tamayo | Mario Benaven. | Guillermo Achahui | Óscar Mamani | Rolando Mamani | Melecio Chino | Jhon Espejo | Carlos Mendiguri | Pedro Jallurana | Ricardo Portugal | B/V | NS/NO | Dif. |  |  |  |  |
| ------------------------------ | ----------------- | ------- | ------------- | ------------ | -------------- | ----------------- | ------------ | -------------- | ------------- | ----------- | ---------------- | --------------- | ---------------- | --- | ----- | ---- |  |  |  |  |
| Encuestadora/Medio             | Fecha             | Muestra |               |              |                |                   |              |                |               |             |                  |                 |                  |     |       |      |  |  |  |  |
| Elecciones municipales de 2022 | 2 oct 2022        | —       |               |              |                |                   |              |                |               |             |                  |                 |                  |     | –     |      |  |  |  |  |
|                                |                   |         |               |              |                |                   |              |                |               |             |                  |                 |                  |     |       |      |  |  |  |  |
| iConn Perú                     | 1–4 sep 2022      | 2706    | 14.7          | 7.4          | 3.7            | 12.9              | –            | 6.4            | –             | 7.6         | –                | –               | –                | –   | 39.0  | 1.8  |  |  |  |  |
| Tukuy Rikuq                    | 1–31 ago 2022     | 3820    | 10.1          | 13.6         | 18.1           | –                 | 11.9         | 8.3            | 6.1           | 9.5         | 4.4              | –               | –                | –   | 18.0  | 4.5  |  |  |  |  |
| Cimec Kipu                     | 25–28 ago 2022    | ?       | 22.9          | 15.6         | 7.8            | 8.6               | 8.0          | –              | –             | –           | –                | –               | –                | –   | 33.2  | 7.3  |  |  |  |  |
| INTI                           | 1–18 ago 2022     | ?       | 16.5          | 11.7         | 12.1           | –                 | 10.2         | 12.4           | –             | –           | –                | –               | –                | –   | –     | 4.1  |  |  |  |  |
| Ojo de Águila                  | 1–13 ago 2022     | ?       | 10.9          | 10.1         | 16.1           | 8.0               | –            | 6.3            | 2.8           | 3.1         | –                | –               | –                | –   | 29.0  | 5.2  |  |  |  |  |
| Apuwara                        | 1–12 ago 2022     | ?       | 15.1          | 12.5         | 9.4            | –                 | 9.5          | 10.6           | –             | –           | –                | –               | –                | –   | –     | 2.6  |  |  |  |  |
| iConn Perú                     | 1–6 ago 2022      | ?       | 10.2          | 8.3          | 5.5            | 9.2               | –            | 6.8            | –             | 8.8         | –                | –               | –                | –   | 41.1  | 1.0  |  |  |  |  |
| INTI                           | 14–15 jul 2022    | ?       | 15.1          | 12.5         | 11.6           | –                 | –            | 11.8           | –             | –           | –                | –               | –                | –   | –     | 2.6  |  |  |  |  |
| Tukuy Rikuq                    | 1 jun–8 jul 2022  | ?       | 13.1          | 6.3          | 12.6           | 8.1               | –            | 8.0            | 2.8           | 3.1         | –                | –               | –                | –   | 36.0  | 0.5  |  |  |  |  |
| Grupo Ricuy                    | 16–25 jun 2022    | ?       | 10.6          | 12.1         | 3.2            | 11.8              | 0.9          | 8.5            | 0.4           | 10.8        | 1.1              | 1.5             | 1.3              | –   | 35.3  | 0.3  |  |  |  |  |
| GyM Sur Perú                   | 13–24 jun 2022    | ?       | 4.0           | 5.4          | 2.9            | 4.7               | –            | 1.8            | –             | 4.3         | 1.1              | –               | –                | –   | 71.8  | 0.7  |  |  |  |  |
| INTI/Andino                    | 10–23 jun 2022    | ?       | 14.5          | 12.3         | 10.8           | –                 | –            | 11.0           | –             | –           | –                | –               | –                | –   | –     | 2.2  |  |  |  |  |
| INTI/Andino                    | 10–17 jun 2022    | ?       | 14.5          | 12.3         | –              | –                 | –            | 11.0           | –             | –           | –                | –               | –                | –   | –     | 2.2  |  |  |  |  |
| Cimec Kipu/Visión Andina       | 2–6 jun 2022      | ?       | 16.7          | 12.6         | 5.2            | 8.2               | 6.3          | 3.2            | –             | –           | –                | 2.0             | –                | –   | 37.0  | 4.1  |  |  |  |  |
| INTI/Andino                    | 30 may–5 jun 2022 | ?       | 13.1          | 10.6         | 9.1            | 6.3               | 3.1          | 9.9            | 2.4           | –           | –                | –               | –                | –   | 37.0  | 2.5  |  |  |  |  |
| Ojo de Águila                  | 2–31 may 2022     | ?       | 13.1          | 8.1          | 12.6           | 8.5               | 6.3          | 9.9            | –             | –           | 2.4              | –               | –                | –   | 36.0  | 0.5  |  |  |  |  |
| INTI/Andino                    | 15–25 may 2022    | ?       | 14.9          | 11.5         | 10.7           | 7.3               | 4.0          | 11.0           | –             | –           | –                | 7.5             | 2.1              | –   | 31.0  | 2.3  |  |  |  |  |
| Ingeser M&E                    | 16–20 may 2022    | ?       | 8.3           | 10.3         | –              | 6.0               | –            | 4.2            | –             | –           | 3.7              | –               | –                | –   | 61.2  | 2.0  |  |  |  |  |
| Tukuy Rikuq                    | 2–20 may 2022     | ?       | 13.4          | 11.3         | 12.5           | –                 | 3.7          | 9.8            | 7.9           | 4.3         | –                | –               | –                | –   | 37.1  | 0.9  |  |  |  |  |
| Grupo Ricuy                    | 9–19 may 2022     | ?       | 14.8          | 10.6         | 7.4            | 3.2               | 1.1          | 8.5            | –             | 9.5         | 1.7              | 2.1             | 1.9              | –   | 34.0  | 4.2  |  |  |  |  |
| INTI/Andino                    | 2–12 may 2022     | ?       | 13.1          | 9.1          | 10.6           | 8.5               | 6.3          | 9.9            | –             | –           | 2.4              | –               | –                | –   | 37.0  | 2.5  |  |  |  |  |
| Ojo de Águila                  | 18–29 abr 2022    | ?       | 13.4          | 9.3          | 10.5           | –                 | 4.3          | 3.7            | 7.8           | 6.9         | –                | –               | –                | –   | 44.1  | 2.9  |  |  |  |  |
| Cimec Kipu/Radio Tumi          | 20–22 ene 2022    | ?       | 16.1          | 10.5         | 9.4            | –                 | –            | 2.2            | –             | –           | –                | –               | –                | –   | 46.5  | 5.6  |  |  |  |  |
| INTI/Sin Fronteras             | 4–8 ene 2022      | ?       | 13.4          | 9.3          | –              | –                 | –            | 7.8            | –             | –           | 3.7              | –               | –                | –   | 44.1  | 4.1  |  |  |  |  |
| INTI/Sin Fronteras             | 6–11 dic 2021     | ?       | 10.9          | 3.9          | 3.8            | –                 | –            | 5.5            | –             | –           | –                | –               | –                | –   | 58.4  | 2.3  |  |  |  |  |
| Grupo Ricuy                    | 1–5 dic 2021      | ?       | 2.7           | 1.8          | –              | –                 | –            | 0.9            | –             | –           | –                | –               | –                | –   | 87.2  | 0.9  |  |  |  |  |

## Resultados

### Sumario general

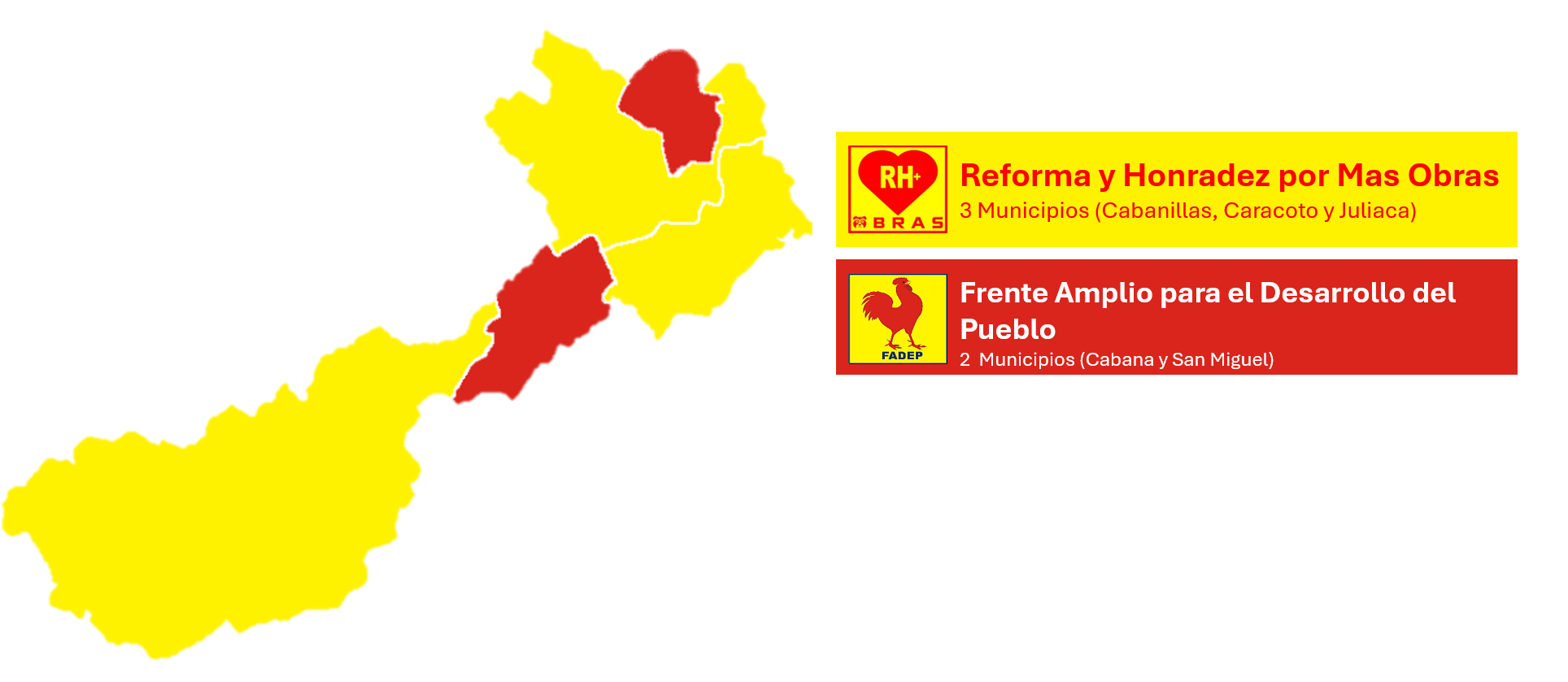
Resultados de las elecciones municipales distritales de San Román de 2022.

|                        |                                                                   |              |              |              |           |           |
| Partidos y coaliciones | Partidos y coaliciones                                            | Voto popular | Voto popular | Voto popular | Regidores | Regidores |
| Partidos y coaliciones | Partidos y coaliciones                                            | Votos        | %            | +/−          | Total     | +/−       |
|                        | Reforma y Honradez por Más Obras (RH+OBRAS)                       | 32,344       | 19.75        | Nuevo        | 8         | +8        |
|                        | Moral y Desarrollo (MyD)                                          | 29,980       | 18.31        | +6.71        | 2         | +1        |
|                        | Por las Comunidades Fuente de Integración Andina de Puno (CONFIA) | 14,359       | 8.77         | n/a          | 1         | +1        |
|                        | Somos Pueblo (Somos Pueblo)                                       | 12,746       | 7.78         | Nuevo        | 1         | +1        |
|                        | Movimiento de Integración y Revolución Andina (MIRA)              | 11,927       | 7.28         | Nuevo        | 1         | +1        |
|                        | Frente Amplio para el Desarrollo del Pueblo (FADEP)               | 11,174       | 6.82         | –5.49        | 0         | –1        |
|                        | Frente de la Esperanza (FE)                                       | 10,730       | 6.55         | Nuevo        | 0         | ±0        |
|                        | Poder Andino (PA)                                                 | 10,274       | 6.27         | –11.65       | 0         | –2        |
|                        | Movimiento Acción Regional (AR)                                   | 10,099       | 6.17         | Nuevo        | 0         | ±0        |
|                        | Perú Libre (PL)                                                   | 9,602        | 5.86         | Nuevo        | 0         | ±0        |
|                        | Podemos Perú (PP)                                                 | 4,847        | 2.96         | Nuevo        | 0         | ±0        |
|                        | Gestionando Obras y Oportunidades con Liderazgo (GOOL)            | 3,115        | 1.90         | +0.27        | 0         | ±0        |
|                        | Somos Perú (SP)                                                   | 2,537        | 1.55         | +0.52        | 0         | ±0        |
|                        |                                                                   |              |              |              |           |           |
| Total                  | Total                                                             | 163,734      |              |              | 13        | ±0        |
|                        |                                                                   |              |              |              |           |           |
| Votos válidos          | Votos válidos                                                     | 163,734      | 87.59        | +1.19        |           |           |
| Votos en blanco        | Votos en blanco                                                   | 6,505        | 3.48         | –6.90        |           |           |
| Votos nulos            | Votos nulos                                                       | 16,683       | 8.93         | +5.71        |           |           |
| Votos emitidos         | Votos emitidos                                                    | 186,922      | 85.07        | –1.51        |           |           |
| Abstenciones           | Abstenciones                                                      | 32,818       | 14.93        | +1.51        |           |           |
| Votantes registrados   | Votantes registrados                                              | 219,740      |              |              |           |           |
|                        |                                                                   |              |              |              |           |           |
| Fuente:                |                                                                   |              |              |              |           |           |

### Concejo Provincial de San Román
| Cargo                            | Autoridad electa           | Partido político | Partido político                                         |
| -------------------------------- | -------------------------- | ---------------- | -------------------------------------------------------- |
| Alcalde Provincial de San Román  | Óscar Cáceres Rodríguez    |                  | Reforma y Honradez por Más Obras                         |
| Regidora Provincial de San Román | Marleny Mamani Ramos       |                  | Reforma y Honradez por Más Obras                         |
| Regidor Provincial de San Román  | César Condori Ccama        |                  | Reforma y Honradez por Más Obras                         |
| Regidora Provincial de San Román | Delfina Trujillo Hilasaca  |                  | Reforma y Honradez por Más Obras                         |
| Regidor Provincial de San Román  | Óscar Mamani Zela          |                  | Reforma y Honradez por Más Obras                         |
| Regidora Provincial de San Román | Lena Mamani Luque          |                  | Reforma y Honradez por Más Obras                         |
| Regidor Provincial de San Román  | Javier Chura Espirilla     |                  | Reforma y Honradez por Más Obras                         |
| Regidora Provincial de San Román | Leidy Quispe Apaza         |                  | Reforma y Honradez por Más Obras                         |
| Regidor Provincial de San Román  | Bruno Pari Humpiri         |                  | Reforma y Honradez por Más Obras                         |
| Regidora Provincial de San Román | Olga Condori Pilco         |                  | Moral y Desarrollo                                       |
| Regidor Provincial de San Román  | Ovidio Tumi Miranda        |                  | Moral y Desarrollo                                       |
| Regidor Provincial de San Román  | Salvador Valdivia Cárdenas |                  | Por las Comunidades Fuente de Integración Andina de Puno |
| Regidora Provincial de San Román | Liz Luque Curazi           |                  | Somos Pueblo                                             |
| Regidora Provincial de San Román | Rosario Juanito Apaza      |                  | Movimiento de Integración y Revolución Andina            |

## Elecciones municipales distritales

### Sumario general
| Partidos y coaliciones | Partidos y coaliciones                                            | Voto popular | Voto popular | Voto popular | Alcaldías | Alcaldías |
| Partidos y coaliciones | Partidos y coaliciones                                            | Votos        | %            | +/−          | Total     | +/−       |
| ---------------------- | ----------------------------------------------------------------- | ------------ | ------------ | ------------ | --------- | --------- |
|                        | Frente Amplio para el Desarrollo del Pueblo (FADEP)               | 5,812        | 18.53        | +6.97        | 2         | +2        |
|                        | Por las Comunidades Fuente de Integración Andina de Puno (CONFIA) | 4,404        | 14.04        | n/a          | 0         | ±0        |
|                        | Reforma y Honradez por Más Obras (RH+OBRAS)                       | 4,237        | 13.51        | Nuevo        | 2         | +2        |
|                        | Movimiento de Integración y Revolución Andina (MIRA)              | 3,825        | 12.19        | Nuevo        | 0         | ±0        |
|                        | Moral y Desarrollo (MyD)                                          | 3,496        | 11.14        | +6.66        | 0         | ±0        |
|                        | Perú Libre (PL)                                                   | 2,082        | 6.64         | Nuevo        | 0         | ±0        |
|                        | Somos Pueblo (Somos Pueblo)                                       | 1,899        | 6.05         | Nuevo        | 0         | ±0        |
|                        | Poder Andino (PA)                                                 | 1,728        | 5.51         | –28.91       | 0         | –3        |
|                        | Acción Popular (AP)                                               | 1,431        | 4.56         | –7.63        | 0         | –1        |
|                        | Frente de la Esperanza (FE)                                       | 1,305        | 4.16         | Nuevo        | 0         | ±0        |
|                        | Movimiento Acción Regional (AR)                                   | 474          | 1.51         | Nuevo        | 0         | ±0        |
|                        | Somos Perú (SP)                                                   | 314          | 1.00         | n/a          | 0         | ±0        |
|                        | Alianza para el Progreso (APP)                                    | 240          | 0.77         | –4.60        | 0         | ±0        |
|                        | Podemos Perú (PP)                                                 | 123          | 0.39         | Nuevo        | 0         | ±0        |
|                        |                                                                   |              |              |              |           |           |
| Total                  | Total                                                             | 31,370       |              |              | 4         | ±0        |
|                        |                                                                   |              |              |              |           |           |
| Votos válidos          | Votos válidos                                                     | 31,370       | 86.31        | +5.64        |           |           |
| Votos en blanco        | Votos en blanco                                                   | 2,698        | 7.42         | –4.84        |           |           |
| Votos nulos            | Votos nulos                                                       | 2,277        | 6.26         | –0.81        |           |           |
| Votos emitidos         | Votos emitidos                                                    | 36,345       | 90.16        | –0.75        |           |           |
| Abstenciones           | Abstenciones                                                      | 3,965        | 9.84         | +0.75        |           |           |
| Votantes registrados   | Votantes registrados                                              | 40,310       |              |              |           |           |
|                        |                                                                   |              |              |              |           |           |
| Fuente:                |                                                                   |              |              |              |           |           |

### Resultados por distrito
La siguiente tabla enumera el control de los distritos de la provincia de San Román. El cambio de mando de una organización política se resalta del color de ese partido. 
| Distrito   | Alcalde(sa) titular        | Partido político | Partido político | Alcalde(sa) electo(a) | Partido político | Partido político                 |
| ---------- | -------------------------- | ---------------- | ---------------- | --------------------- | ---------------- | -------------------------------- |
| Cabana     | Hipólito Pari Quispe       |                  | Poder Andino     | Fredy Quispe Ticona   |                  | Frente Amplio para el Desarrollo |
| Cabanillas | Daniel Castillo Valderrama |                  | Acción Popular   | Jesús Quispe Mamani   |                  | Reforma y Honradez por Más Obras |
| Caracoto   | Raymundo Yana Yana         |                  | Poder Andino     | Javier Phocco Cuno    |                  | Reforma y Honradez por Más Obras |
| San Miguel | Eugenio Yupa Zela          |                  | Poder Andino     | Cristin Mamani Mamani |                  | Frente Amplio para el Desarrollo |